# Thérapie helminthique

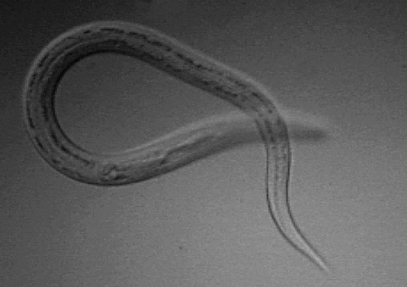
Une larve de Necator americanus.

La thérapie helminthique ou Helmintho-thérapie, un type expérimental d'immunothérapie, est le traitement des maladies auto-immunes et des troubles immunitaires par une infestation délibérée avec un helminthe ou avec les œufs d'un helminthe. Les helminthes sont des vers intestinaux tels que les ankylostomes, les trichocéphales, et les vers filaires qui ont évolué pour vivre au sein d'un organisme hôte dont ils dépendent pour les nutriments. Ces vers sont membres de deux embranchements : les nématodes, qui sont principalement utilisés dans la thérapie helminthique humaine, et les vers plats (trématodes).
La thérapie helminthique consiste en l'inoculation du patient avec des nématodes intestinaux spécifiques (ou d'autres helminthes). Un certain nombre de tels organismes sont actuellement étudiés pour leur utilisation en tant que traitement, y compris : les ovules de Trichuris suis,, communément connus sous le nom d'œufs de trichocéphale de porc ; Necator americanus, communément connu sous le nom d'ankylostomes ; les ovules de Trichuris trichiura, communément appelés œufs de trichocéphale humain ; et Hymenolepis diminuta, communément connu sous le nom de cysticerques de ténia du rat.
Bien que ces quatre dernières espèces puissent être considérées comme des mutualistes – apportant des avantages à leur hôte sans causer de dommages à long terme – il existe d'autres espèces d'helminthes qui ont démontré des effets thérapeutiques mais qui peuvent également causer des effets moins souhaitables voire nuisibles et ne partagent donc pas les caractéristiques idéales pour un helminthe thérapeutique. Celles-ci incluent Ascaris lumbricoides,, communément connu sous le nom de grand ver rond humain ; Strongyloides stercoralis,, communément connu sous le nom de ver rond humain ; Enterobius vermicularis,, communément connu sous le nom d'oxyure ou de ver filaire ; et Hymenolepis nana,, également connu sous le nom de ténia nain.
La recherche actuelle cible la maladie de Crohn, la colite ulcéreuse, la maladie inflammatoire de l'intestin, la maladie coeliaque, la sclérose en plaques et l'
e.
L'infection par les helminthes a émergé comme une explication possible de la faible incidence des maladies auto-immunes et des allergies dans les pays moins développés, tandis que la réduction des taux d'infection a été liée à l'augmentation significative et soutenue des maladies auto-immunes observées dans les pays industrialisés,,,.

## Incidence des maladies auto-immunes et infestation parasitaire
Bien qu'il soit reconnu qu'il existe probablement une disposition génétique chez certains individus pour le développement de maladies auto-immunes, le taux d'augmentation de l'incidence des maladies auto-immunes n'est pas le résultat de changements génétiques chez les humains ; l'augmentation du taux de maladies liées à l'auto-immunité dans le monde industrialisé se produit dans un délai trop court pour être expliquée de cette manière. Il existe des preuves qu'une des principales raisons de l'augmentation des maladies auto-immunes dans les nations industrialisées est le changement significatif des facteurs environnementaux au cours du dernier siècle. On pense que l'absence d'exposition à certains parasites, bactéries et virus joue un rôle significatif dans le développement de maladies auto-immunes dans les nations occidentales plus assainies et industrialisées,.
Le manque d'exposition aux pathogènes et parasites naturellement présents peut entraîner une augmentation de l'incidence des maladies auto-immunes. Les données corrélationnelles ont montré que la prévalence des infections helminthiques est la plus élevée au sud de l'équateur, où les taux de maladies auto-immunes telles que la sclérose en plaques sont faibles,.
Ceci est cohérent avec l'hypothèse hygiéniste qui suggère que les infections helminthiques protègent les individus contre le développement de maladies auto-immunes plutôt que d'être un agent responsable de leur induction,,. Une explication complète de la façon dont les facteurs environnementaux jouent un rôle dans les maladies auto-immunes n'a pas encore été proposée. Des études épidémiologiques telles que la méta-analyse de Leonardi-Bee et al., cependant, ont aidé à établir le lien entre l'infestation parasitaire et leur rôle protecteur dans le développement des maladies auto-immunes.

## Hypothèses
Bien que le ou les mécanisme(s) de développement des maladies auto-immunes ne soient pas entièrement compris, il existe un large consensus selon lequel la majorité des maladies auto-immunes sont causées par des réponses immunologiques inappropriées à des antigènes inoffensifs ; cela est généralement appelé l'hypothèse hygiéniste, mais il existe plusieurs variantes.
Une version propose que la dysfonction est entraînée par une branche du système immunitaire connue sous le nom de cellules T helper (Th ou TH). Deux autres raffinements de l'hypothèse hygiéniste existent : l'hypothèse des "vieux amis", et l'hypothèse de la "déplétion du microbiome".

### Régulation de la réponse TH1 vs. TH2
Les antigènes extracellulaires déclenchent principalement la réponse TH2, comme observé avec les allergies, tandis que les antigènes intracellulaires déclenchent une réponse TH1. Les cellules Th peuvent être divisées en sous-types en fonction des cytokines caractéristiques qu'elles sécrètent. Les réponses immunitaires TH2 entraînent la libération de cytokines associées à la réduction de l'inflammation telles que l'interleukine 4, l'interleukine 5 et l'interleukine 10.
On pense que ces cytokines réduisent les symptômes de nombreuses maladies auto-immunes. Inversement, les réponses immunitaires TH1 sont caractérisées par les cytokines interféron gamma (IFNγ) et facteur de nécrose tumorale alpha (TNFα), qui sont toutes deux censées augmenter l'inflammation et aggraver la progression des maladies auto-immunes et de leurs symptômes. L'antagonisme entre ces deux types de réponse immunitaire est un thème central d'une proposition pour la base biologique de l'hypothèse hygiéniste, qui suggère qu'il existe une action régulatrice entre les deux types de réponse.
L'observation que les allergies et la réponse auto-immune augmentent à un rythme similaire dans les nations industrialisées semble saper cette explication de l'hypothèse hygiéniste.[réf. nécessaire]

### Réponse appropriée apprise
L'hypothèse hygiéniste propose que la réponse immunitaire appropriée est en partie apprise par l'exposition à des micro-organismes et des parasites, et en partie régulée par leur présence. Dans les nations industrialisées, les humains sont exposés à des niveaux relativement plus bas de ces organismes, ce qui peut entraîner des systèmes immunitaires déséquilibrés.
Le développement de vaccins, de pratiques d'hygiène et de soins médicaux efficaces ont diminué ou éliminé la prévalence et l'impact de nombreux organismes parasitaires, ainsi que des infections bactériennes et virales. Cela a été évidemment bénéfique avec l'éradication effective de nombreuses maladies qui ont affligé les êtres humains. Cependant, alors que de nombreuses maladies graves ont été éradiquées, l'exposition humaine à des parasites bénins et apparemment bénéfiques a également été réduite de manière correspondante.
Le principal argument de l'hypothèse est donc que le développement correct des cellules T régulatrices chez les individus peut dépendre de l'exposition à des organismes tels que les lactobacilles, diverses mycobactéries et helminthes. Le manque d'exposition à des antigènes bénins suffisants, en particulier pendant l'enfance, est parfois suggéré comme une cause de l'augmentation des maladies auto-immunes et des maladies pour lesquelles l'inflammation chronique est un composant majeur dans le monde industrialisé.

### Hypothèse des vieux amis
L'hypothèse des "vieux amis" modifie l'hypothèse hygiéniste en proposant que les cellules T régulatrices ne peuvent devenir pleinement efficaces que si elles sont stimulées par l'exposition à des microorganismes et des parasites ayant de faibles niveaux de pathogénicité et qui ont coexisté universellement avec les êtres humains tout au long de notre histoire évolutive. Cette hypothèse a récemment gagné en crédibilité grâce à une étude démontrant l'impact des organismes infectieux, et en particulier des helminthes, sur les gènes responsables de la production de diverses cytokines, certaines impliquées dans la régulation de l'inflammation, en particulier celles associées au développement de la maladie de Crohn, de la colite ulcéreuse, et de la maladie cœliaque.

### Hypothèse de la déplétion du microbiome
L'hypothèse de la "déplétion du microbiome" suggère que l'absence d'une classe entière d'organismes de l'écologie interne humaine constitue un décalage évolutif profond qui déstabilise le système immunitaire, entraînant des maladies : le microbiome est "appauvri". La façon de corriger cette dysrégulation est de "reconstituer", ou de reconstituer, les espèces clés chez les individus sains avant le développement de maladies humaines de la vie moderne.
En tant qu'organismes clés, les helminthes sont centraux pour corriger la dysrégulation immunitaire, et leur reconstitution peut prévenir la maladie. L'hypothèse de la déplétion du biome s'écarte de l'approche du modèle pharmaceutique, qui reste l'objectif actuel de la thérapie helminthique, comme en témoignent de nombreux essais cliniques actuellement en cours pour des états pathologiques existants.

## Mécanisme d'action proposé
Les données expérimentales soutiennent l'hypothèse selon laquelle les infections helminthiques cliniquement induites ont la capacité d'atténuer ou de modérer les réponses immunitaires,,,,. On pense que la plupart des troubles auto-immuns impliquent des réponses immunitaires hyperactives des cellules TH1 ou TH17 qui sont régulées à la baisse par la promotion d'une réponse des cellules TH2 par les helminthes. Les helminthes sécrètent des molécules immunorégulatrices qui favorisent l'induction des cellules T régulatrices tout en inhibant la fonction des cellules présentatrices d'antigènes et d'autres cellules T. Ainsi, la thérapie helminthique tente de restaurer l'homéostasie en déplaçant une réponse pro-inflammatoire TH1 hyperactive vers une réponse TH2 avec une inflammation réduite.
Des études sur l'homme et l'animal ont fourni des preuves d'une diminution des réponses immunitaires TH1 et TH17 avec un changement vers la production de cytokines TH2, entraînant une diminution significative des niveaux d'interleukine 12 et d'IFNy avec des augmentations simultanées des cellules T régulatrices, interleukine 4, interleukine 5 et interleukine 10 chez les sujets testés,,,. Ces observations indiquent que la thérapie helminthique peut fournir une protection contre les maladies auto-immunes non seulement par la prévention, puisque les helminthes peuvent être présents avant le développement de la maladie auto-immune, mais aussi après le déclenchement des réponses auto-immunes. De plus, les réponses des cellules type-2 T helper tuent rarement les vers parasites. Au contraire, la réponse TH2 limite l'infection en réduisant la viabilité et la capacité de reproduction du parasite.
Étant donné la régulation à la baisse des réponses immunitaires TH1 et TH17 avec la thérapie helminthique, les réponses immunitaires à d'autres pathogènes et allergènes peuvent être supprimées. Par conséquent, des infections helminthiques non surveillées et non contrôlées peuvent être associées à une immunité supprimée aux virus et bactéries qui déclenchent normalement les réponses immunitaires TH1 et TH17 nécessaires pour se protéger contre eux, conduisant à la maladie ou à la maladie.

## Recherche
Les preuves à l'appui de l'idée que les infections helminthiques réduisent la gravité des maladies auto-immunes proviennent principalement de modèles animaux. Des études menées sur des modèles de souris et de rats de colite, sclérose en plaques, diabète de type 1 et asthme ont montré que les sujets infectés par des helminthes présentaient une protection contre la maladie. Les premières études cliniques de la thérapie helminthique chez l'homme ont commencé en 2003 avec l'utilisation de Trichuris suis. Bien que les helminthes soient souvent considérés comme un groupe homogène, des différences considérables existent entre les espèces et les espèces utilisées dans la recherche clinique varient entre les essais sur l'homme et l'animal. Ainsi, il faut être prudent lors de l'interprétation des résultats provenant de modèles animaux.
La thérapie helminthique est actuellement étudiée comme traitement pour plusieurs maladies auto-immunes (non virales) chez l'homme, y compris la maladie cœliaque,, la maladie de Crohn,,,, la sclérose en plaques,, la colite ulcéreuse, et l'athérosclérose. Il n'est actuellement pas connu quelle dose clinique ou quelle espèce d'helminthe est la méthode de traitement la plus efficace. Les ankylostomes ont été liés à une réduction du risque de développer de l'asthme, tandis que Ascaris lumbricoides (infection par un ascaris) a été associée à un risque accru d'asthme. De même, Hymenolepis nana, Trichuris trichiura, Ascaris lumbricoides, Strongyloides stercoralis, Enterobius vermicularis, et les ovules de Trichuris suis ont tous été trouvés pour diminuer le nombre d'exacerbations des symptômes, réduire le nombre de rechutes des symptômes, et diminuer le nombre de nouvelles lésions cérébrales ou d'agrandissement chez les patients atteints de sclérose en plaques à des doses allant de 1 180 à 9 340 œufs par gramme,,. Cependant, Ascaris lumbricoides, Strongyloides stercoralis et Enterobius vermicularis ne sont pas considérés comme adaptés à un usage thérapeutique chez l'homme car ils ne répondent pas aux critères d'un helminthe thérapeutique.
Les ovules de Trichuris suis ont été utilisés dans la plupart des cas pour traiter les troubles auto-immuns car on pense qu'ils ne sont pas pathogènes pour l'homme et donc considérés comme sûrs,.
L'utilisation des ovules de Trichuris suis a été autorisée par la Food and Drug Administration des États-Unis en tant que produit médicinal à l'étude (IMP). Elle commence lorsque les œufs sont ingérés. Les vers colonisent ensuite le caecum et le côlon de l'intestin humain pendant une courte période. L'effet bénéfique est temporaire car les vers ne vivent que quelques semaines. En raison de cette courte durée de vie, les traitements doivent être répétés à intervalles réguliers. Trichirus suis élimine tout problème de santé publique plus large dû à la spécificité de l'espèce et à l'absence d'infection chronique.
L'ankylostome Necator americanus a reçu une licence IMP de la part de l'Autorité de régulation des médicaments et des produits de santé au Royaume-Uni. Les larves de Necator americanus sont administrées par voie percutanée et migrent à travers la vasculature et les poumons jusqu'à l'intestin grêle. Elles se nourrissent du sang de la muqueuse. Cet ankylostome est probablement relativement sûr, bien qu'il puisse causer des effets secondaires gastro-intestinaux temporaires, en particulier après l'inoculation initiale, ou avec des doses accrues. Des doses élevées peuvent également causer de l'anémie.
Les caractéristiques générales idéales pour un helminthe thérapeutique sont les suivantes :
- Peu ou pas de potentiel pathogène ;
- Ne se multiplie pas dans l'hôte ;
- Ne peut pas être directement transmis à des contacts proches ;
- Produit une colonisation autolimitée chez l'homme ;
- Produit une colonisation asymptomatique chez l'homme ;
- Ne modifie pas le comportement chez les patients avec une immunité déprimée ;
- N'est pas affecté par la plupart des médicaments couramment utilisés ;
- Peut être éradiqué avec un médicament anti-helminthique ;
- Peut être isolé libre d'autres agents pathogènes potentiels ;
- Peut être isolé ou produit en grand nombre ;
- Peut être rendu stable pour le transport et le stockage ;
- Facile à administrer.

## Effets secondaires potentiels
Les helminthes sont des parasites extrêmement efficaces capables d'établir des infections de longue durée chez un hôte. Pendant cette période, les helminthes concurrencent les cellules de l'organisme hôte pour les ressources en nutriments et possèdent donc le potentiel de causer des dommages. Cependant, le nombre d'organismes hébergés par les individus subissant une thérapie helminthique est très faible et les effets secondaires ne sont généralement rencontrés que dans les trois premiers mois de l'infection. À long terme, la grande majorité des individus cliniquement infectés sont asymptomatiques, sans perte significative de nutriments. En fait, l'absorption de nutriments peut être améliorée chez certains sujets hébergeant un petit nombre d'helminthes. Si les effets secondaires de la thérapie helminthique deviennent ingérables, ils peuvent être atténués par l'utilisation de médicaments anti-helminthiques,,. Les symptômes cliniques les plus courants pouvant être rencontrés lors d'une thérapie helminthique peuvent inclure fatigue, inconfort gastro-intestinal, anémie,,, fièvre, douleur abdominale, perte de poids, anorexie, diarrhée et malaise général.